# Район Хіґасі (Ніїґата)
37°56′13″ пн. ш. 139°4′23″ сх. д. / 37.93694° пн. ш. 139.07306° сх. д.
Райо́н Хіґа́сі (яп. 東区, ひがしく, МФА: [çigaɕi̥ ku], «Східний район») — район міста Ніїґата префектури Ніїґата в Японії. Станом на 1 квітня 2009 площа району становила 38,77 км². Станом на 1 червня 2011 населення району становило 137 882 осіб.